# Validació post-silici
La validació i depuració post-silici és l'últim pas en el desenvolupament d'un circuit integrat de semiconductors.

## Procés pre-silici
Durant el procés de pre-silici, els enginyers posen a prova els dispositius en un entorn virtual amb eines sofisticades de simulació, emulació i verificació formal. En canvi, les proves de validació posterior al silici es produeixen en dispositius reals que funcionen a gran velocitat en plaques del sistema comercials del món real que utilitzen analitzadors lògics i eines basades en afirmacions.

## Raonament
Les grans empreses de semiconductors gasten milions per crear nous components; aquests són els "costos irreversibles" de la implementació del disseny. En conseqüència, és imprescindible que el nou xip funcioni de manera plena i perfectament conforme a les seves especificacions, i que s'entregui al mercat amb finestres ajustades al consumidor. Fins i tot un retard d'unes poques setmanes pot costar desenes de milions de dòlars. Per tant, la validació posterior al silici és un dels passos més aprofitats per a la implementació d'un disseny amb èxit.

## Validació
Els xips que comprenen 500.000 elements lògics són els cervells de silici dins dels telèfons mòbils, reproductors MP3, impressores i perifèrics d'ordinador, televisors digitals, sistemes d'imatge mèdica, components utilitzats per a la seguretat i la comoditat del transport i fins i tot sistemes de gestió d'edificis. Ja sigui per la seva àmplia proliferació de consumidors o per la seva aplicació crítica, el fabricant ha d'estar absolutament segur que el dispositiu està validat a fons.
La millor manera d'aconseguir una alta confiança és aprofitar el treball de verificació prèvia al silici, que pot suposar fins a un 30% del cost total de la implementació, i utilitzar aquest coneixement en el sistema posterior al silici. Avui en dia, gran part d'aquest treball es fa manualment, la qual cosa explica parcialment els elevats costos associats a la validació del sistema. Tanmateix, hi ha algunes eines que s'han introduït recentment per automatitzar la validació del sistema post-silici.

## Observabilitat
Els entorns de disseny basats en simulacions gaudeixen de l'enorme avantatge d'una observabilitat gairebé perfecta, el que significa que el dissenyador pot veure qualsevol senyal gairebé en qualsevol moment. No obstant això, pateixen la quantitat limitada de dades que poden generar durant la validació del sistema posterior al silici. Molts dispositius complicats indiquen els seus problemes només després de dies o setmanes de proves, i produeixen un volum de dades que trigaria segles a reproduir-se en un simulador. Els emuladors basats en FPGA, una part ben establerta de la majoria de tècniques d'implementació, són més ràpids que els simuladors de programari, però no oferiran les proves completes a la velocitat del sistema necessàries per a la fiabilitat del dispositiu.
A més, el problema de la validació post-silici empitjora, ja que la complexitat del disseny augmenta a causa dels avenços fantàstics en el processament de materials semiconductors. La durada des del prototip de silici (l'anomenat "primer silici") fins a la producció en volum augmenta, i els errors s'escapen als clients. La despesa associada a l'enduriment de la IP està augmentant. La indústria d'avui se centra en tècniques que permeten als dissenyadors amortitzar millor la seva inversió en la verificació prèvia al silici fins a la validació posterior al silici. La millor d'aquestes solucions permet una visibilitat assequible, escalable, automatitzada i a escala de cable en xip.

## Beneficis
La validació posterior al silici engloba tot aquell esforç de validació que s'aboca a un sistema després que els primers prototips de silici estiguin disponibles, però abans del llançament del producte. Si bé en el passat la major part d'aquest esforç es dedicava a validar aspectes elèctrics del disseny o diagnosticar defectes de fabricació sistemàtics, avui una part creixent de l'esforç se centra en la validació del sistema funcional. Aquesta tendència es deu, en gran part, a la creixent complexitat dels sistemes digitals, que limita la cobertura de verificació que proporcionen les metodologies tradicionals de pre-silici. Com a resultat, una sèrie d'errors funcionals sobreviuen al silici fabricat, i la tasca de la validació posterior al silici és detectar-los i diagnosticar-los perquè no s'escapin al sistema llançat. Els errors d'aquesta categoria solen ser errors a nivell del sistema i situacions rares de casos de cantonada enterrades profundament a l'espai d'estat del disseny: com que aquests problemes engloben molts mòduls de disseny, són difícils d'identificar amb les eines pre-silici, caracteritzades per una escalabilitat i un rendiment limitats.
La validació post-silici, d'altra banda, es beneficia d'un rendiment brut molt alt, ja que les proves s'executen directament sobre silici fabricat. Al mateix temps, planteja diversos reptes a les metodologies de validació tradicionals, a causa de la limitada observabilitat interna i la dificultat d'aplicar modificacions als xips de silici fabricats. Aquests dos factors condueixen al seu torn a reptes crítics en el diagnòstic i la correcció d'errors.